# PEAR
PEAR er udviklet som en infrastruktur til distribution af genbrugeligt PHP-programmel. PEAR definerer en standard for bl.a. fejlhåndtering, dokumentation og distribution af programmel.

## Installation af PEAR-pakker
PEAR har et command-line interface til håndtering af pakke-installation og -opdatering:
```
 # pear install MDB2
 downloading MDB2-2.1.0.tgz ...
 Starting to download MDB2-2.1.0.tgz (90,119 bytes)
 ..........done: 90,119 bytes
 install ok: channel://pear.php.net/MDB2-2.1.0
```

## Pakkelister
Ligeledes kan der hentes en liste over samtlige pakker der udbydes:
```
  # pear list-all    
  
  ALL PACKAGES:
  =============
  PACKAGE                                        LATEST       LOCAL
  pear/Auth_HTTP                                 2.1.6                HTTP authentication
  [snip – 382 andre pakker]

```

## Læs mere
PEAR website